# Germicid lámpák

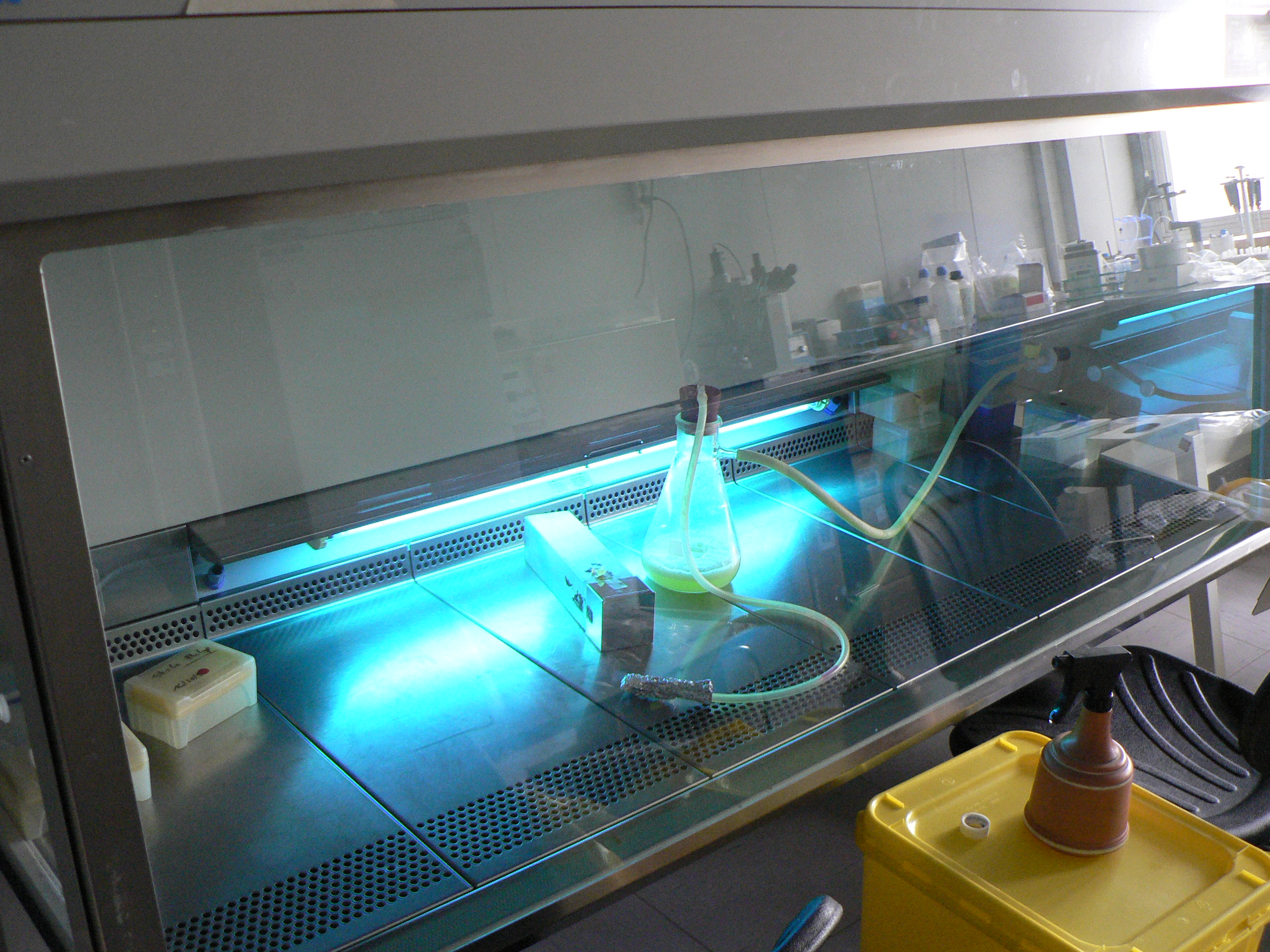
Kisnyomású lámpák sterilizálják a használaton kívüli eszközöket az elszívó fülkében

A germicid vagy baktériumölő lámpák speciális UV-C tartományú fényforrások.
Ez a rövid hullámú ultraibolya sugárzás roncsolja a kórokozók DNS-ét, ionizálja az oxigént és ózon keletkezik, ami szintén fertőtlenítő hatású.
Két típusa van: a kis- és a középnyomású.

## Kisnyomású lámpák

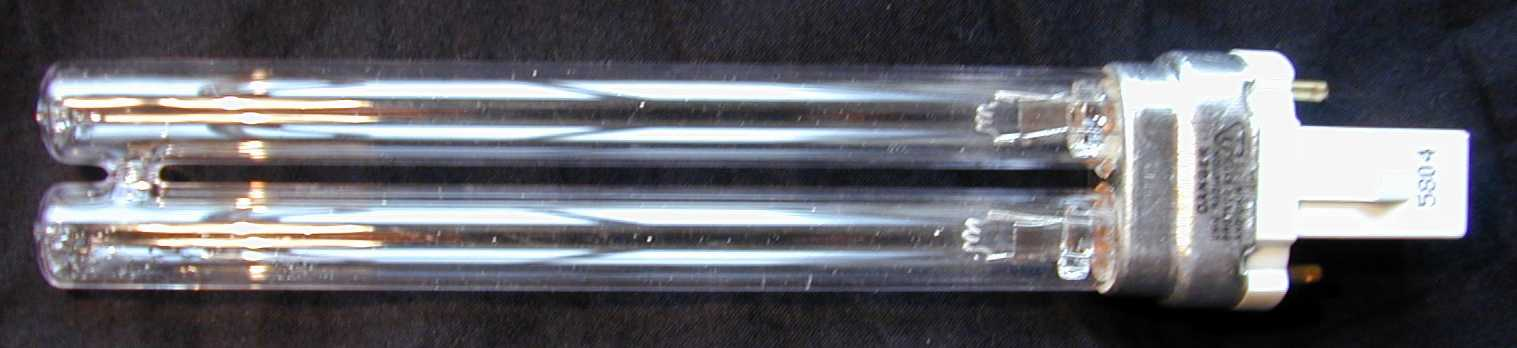
Korszerű kompakt kisnyomású germicid lámpa

A kisnyomású UV-C tartományú germicid lámpák lényegében hagyományos fénycsövek fénypor nélkül.
Az üvegük a szokásos boroszilikát üveg helyett kvarc vagy speciális lágyüveg. Ez a két módosítás lehetővé teszi, hogy a lámpában lévő higanygőz által sugárzott 253,7 nm-es sugárzás módosítatlanul jusson ki. A csövön megszokott fénypor hiánya ellenére valamennyi ibolya színű látható fény is keletkezik a higany és a az elektromosság kölcsönhatása miatt. A besugárzás mértéke azonban az így látható fénynél jóval nagyobb mértékű. Gyakori, hogy a műanyag alkatrészeket vagy fémmel árnyékolják, vagy kerámiával helyettesítik. Ennek oka, hogy a nem UV stabil műanyagok igen hamar elöregednek tőle vagy megsárgulnak.  Emberi szervezetre még visszaverve sem kerülhet mert rákkeltő hatású. Leggyakrabban felületi vagy folyadékok fertőtlenítésére és erőteljes sterilizálására alkalmazzák nagy hatékonysággal. Vírus- és baktériumölő hatásával szemben szénalapú organizmusoknál rezisztencia nem képes kialakulni, így hatását vélhetően minden életforma felé kifejti, amit mai ismereteinkkel élőlénynek tekintünk. A kisnyomású lámpák gyártása (a hagyományosan fennálló fénycsőgyártó gépsorok üzemeléséig) egyszerű feladat.

## Középnyomású lámpák
A középnyomású lámpák működésüket tekintve inkább a higanylámpára hasonlítanak.
Ezek egy széles sávú UV-C sugárzást bocsátanak ki, egyetlen vonal helyett.
Elterjedten alkalmazzák ipari vízkezelésre, mint nagy intenzitású forrást.
Hatásfokuk kisebb, mint a kisnyomású lámpáké, de kisnyomású lámpákat nagyon nehéz nagy teljesítményekben (>1 kW) gyártani.
A középnyomású lámpák nagyon intenzív kékes fehér fénnyel világítanak.

## Kiegészítő eszközök
Mint minden kisülő lámpa, negatív elektromos ellenállású karakterisztikát mutat, ezért külső ballaszttal kell az átfolyó áramot szabályozni. A középnyomású lámpák általában külső gyújtó alkalmazását is igénylik.

## Alkalmazások
A laboratóriumi, illetve kórházi eszközök fertőtlenítésén kívül több területen is használnak germicid lámpákat.
Így például légkondicionáló rendszerekben mind az átáramló levegő, mind a kondenzációs tartály fertőtlenítésére. Vízkezelő rendszerekben, mind ivóvíz, mind szennyvíz kezelésre, valamint uszodatechnikában. Bár a klórozást nem váltja ki, de csökkenthetővé teszi a felhasznált vegyszermennyiséget.

## Biztonsági megfontolások
A rövidhullámú UV káros az emberekre. Nem csupán leégést, és hosszú távon bőrrákot okoz, de a szaruhártya fájdalmas gyulladását is kiválthatja, ami akár maradandó látáskárosodást is okozhat.
Ezért a sugárzást árnyékolni kell. Mivel az UV-C sugárzás képes kémiai kötéseket felbontani, a műanyagok (például szigetelések, tömítések) a szokásosnál látványosan gyorsabban elöregednek.
Más potenciális veszélyforrás a keletkezett ózon, mint erős oxidáló, azaz mérgező anyag. Az UV-C tartományú germicid vagy fertőtlenítő, sterilizáló csöveket tehát csak úgy szabad alkalmazni, ha a fény nem éri az élő szervezetet. A fény hullámhosszi sajátossága miatt még az sem elfogadható, ha úgy tartózkodik valaki a működő UV-C lámpával egy helyiségben, ha a  fény más irányokba van terelve. Ugyanis a visszaverődés révén, az UV-C  visszaverődik és vakságot, szem égést, bőrégést és az így kialakuló égés bőrrákot okoz. Körültekintéssel eredményesen használható sterilizálásra, de ennek biztonsági követelményeit szigorúan be kell tartani. A lámpa besugárzásakor keletkező háromatomos ózonmolekula oxidatív hatása miatt érdemes a helyiséget a használat után  friss levegővel ellátni. 